# Ottone II di Waldeck
Ottone II di Waldeck (prima del 1307 – 1369) fu Conte di Waldeck dal 1344 fino alla morte.

## Famiglia
Ottone II era figlio del conte Enrico IV di Waldeck e della moglie Adelaide di Cleves.
Nel 1339 o 1340 sposò Matilde, figlia del duca Ottone III di Brunswick-Lüneburg. Ebbero almeno due figli:
- Enrico VI, successore nei titoli paterni;
- Sofia, suora nel monastero di Volkhardinghausen.

La moglie morì nel 1357 o prima. Rimasto vedovo, Ottone si risposò con Margherita, figlia illegittima di Enrico di Löwenberg e vedova di Heinemann di Itter; non sono noti figli nati da questa unione.

## Regno
Ottone II fu co-reggente della contea assieme al padre a partire dal 1332. Il padre si ritirò dal governo nel 1344, lasciando quindi il potere interamente nelle mani di Ottone II. Nel 1345 Ottone concluse un'alleanza imperitura con l'arcivescovo di Magonza, Enrico III, dal momento che durante il regno del padre erano sorte delle dispute con gli arcivescovi di Colonia nella loro funzione di duchi di Vestfalia; un compromesso venne comunque raggiunto nel 1346.
Nel 1349 l'imperatore Carlo IV infeudò Ottone con la contea di Waldeck; con ciò egli lo elevò quindi al rango di conte imperiale. Dopo che il suocero Ottone III di Brunswick-Lüneburg morì senza eredi maschi, Ottone di Waldeck reclamò l'eredità, ma il fratello minore del defunto Duca di Brunswick-Lüneburg, Guglielmo II, riuscì ad assicurarsi la successione sul Principato di Lüneburg. L'Imperatore ordinò a Guglielmo II di indennizzare Ottone II con un'indennità di 100.000 marchi, circa metà del valore del principato; la somma non venne però mai pagata.
Dopo che l'arcivescovo Gerlach di Magonza ed il langravio Enrico II d'Assia ebbero ottenuto larga parte della Signoria di Itter nel 1357, Gerlach ipotecò la sua quota in favore di Ottone II di Waldeck per la cifra di 1.000 marchi d'argento. Nel 1381 Ottone II ipotecò a sua volta la propria quota di Itter a Thile I Wolff von Guldenberg, il quale, due anni più tardi, diede in pegno la parte assiana. I suoi discendenti detennero Itter fino al XVI secolo, finché la contea di Waldeck fu in grado di estinguere l'ipoteca nel 1542 e l'Assia nel 1562.
L'8 luglio 1358, Ottone, che si stava ancora riprendendo dagli strascichi dell'epidemia di peste del 1349, commissionò ai Cavalieri Ospitalieri di Wiesenfeld (ora parte di Burgwald) di costruire un ospizio a Niederwildungen, donando a tale scopò il suo Mill Court sul fiume Wilde, tra Altwildungen e Niederwildungen. I lavori di costruzione durarono dal 1358 al 1369; l'ospedale divenne una commenda dell'ordine nel 1372.
Nel 1368 l'arcivescovo di Magonza ed il langravio d'Assia formarono un'alleanza contro Ottone II ed il figlio Enrico VI per conquistare il castello di Wildungen. Il tribunale chiamato in causa accusò i conti di Waldeck di aver violato il trattato di pace con Magonza e li obbligarono a pagare i danni.
Ottone II morì nel 1369, ma non si hanno notizie sul luogo della sua sepoltura.